# أسبوع عمان للتصميم
أسبوع عمّان للتصميم هو بينالي تصميم يقام في عمان، الأردن. تأسست هذه الفعالية الثقافية بدعم من جلالة رانيا العبد الله.

## خلفية
استمر أسبوع عمّان للتصميم لثلاث نسخ متتالية، 2016 و2017 و2019.
يتضمن برنامج الفعالية معرضاً رئيسياً، يعرف باسم معرض الهنجر، ويقام في الهنجر في راس العين بوسط عمان، ويتميز بأعمالٍ لمصممين محليين وإقليميين في مختلف التخصصات بما في ذلك التركيبات المعمارية والأثاث والأزياء والمنتجات والتصاميم الجرافيكية. 
العرض الثاني، الذي سمّي حيّ الحرف، هو معرض منبثق أقيم في أجزاء مختلفة من المدينة ومثّل التداخلات الحضرية في المدينة. في عام 2016، أقيم معرض حي الحرف في محطة حافلات مهجورة تسمى محطة رغدان السياحية في عمان. في عام 2017، صممت المهندسة المعمارية دينا حدادين هيكلًا حضريًا في مكان عام في رأس العين بوسط عمان. في عام 2019، أقيم حي الحرف في "قرية الكباريتي" وهي عبارة عن مجموعة من المنازل التراثية في جبل عمان.

## معرض الصور
- نظّم المعرض عام 2016 في هانغر راس العين، وصممه سهل الحياري
- نظم المعرض عام 2019 في هانغر راس العين، وصممته نورا السايح- هولتروب
- المسارات الأردنية، تصميم هدى أبي فارس
- معرض الابتكار في المواد، جزء من أسبوع عمان للتصميم 2019
- لتيار، من تصميم دينا حدادين
- منطقة الحرف في معرض 2017